# Пйоссаско
Пйоссаско (італ. Piossasco, п'єм. Piossasch) — муніципалітет в Італії, у регіоні П'ємонт, метрополійне місто Турин.
Пйоссаско розташоване на відстані близько 540 км на північний захід від Рима, 21 км на південний захід від Турина.
Населення — 18 538 осіб (2014).
Щорічний фестиваль відбувається 9 липня. Покровитель — Madonna del Carmine.

## Демографія
Населення за роками:

Станом на 1 січня 2023 року в муніципалітеті офіційно проживало 890 іноземців з 55 країн, серед них 530 громадян країн Євросоюзу та 14 громадян України.

## Сусідні муніципалітети
- Бруїно
- Кум'яна
- Ривальта-ді-Торино
- Сангано
- Трана
- Вольвера